# Grindcore
Il grindcore (chiamato anche con l'abbreviativo grind) è un sottogenere estremo dell'hardcore punk con contaminazioni dal metal estremo, ovvero thrash metal e death metal, nato nella seconda metà degli anni ottanta nel Regno Unito.

## Descrizione

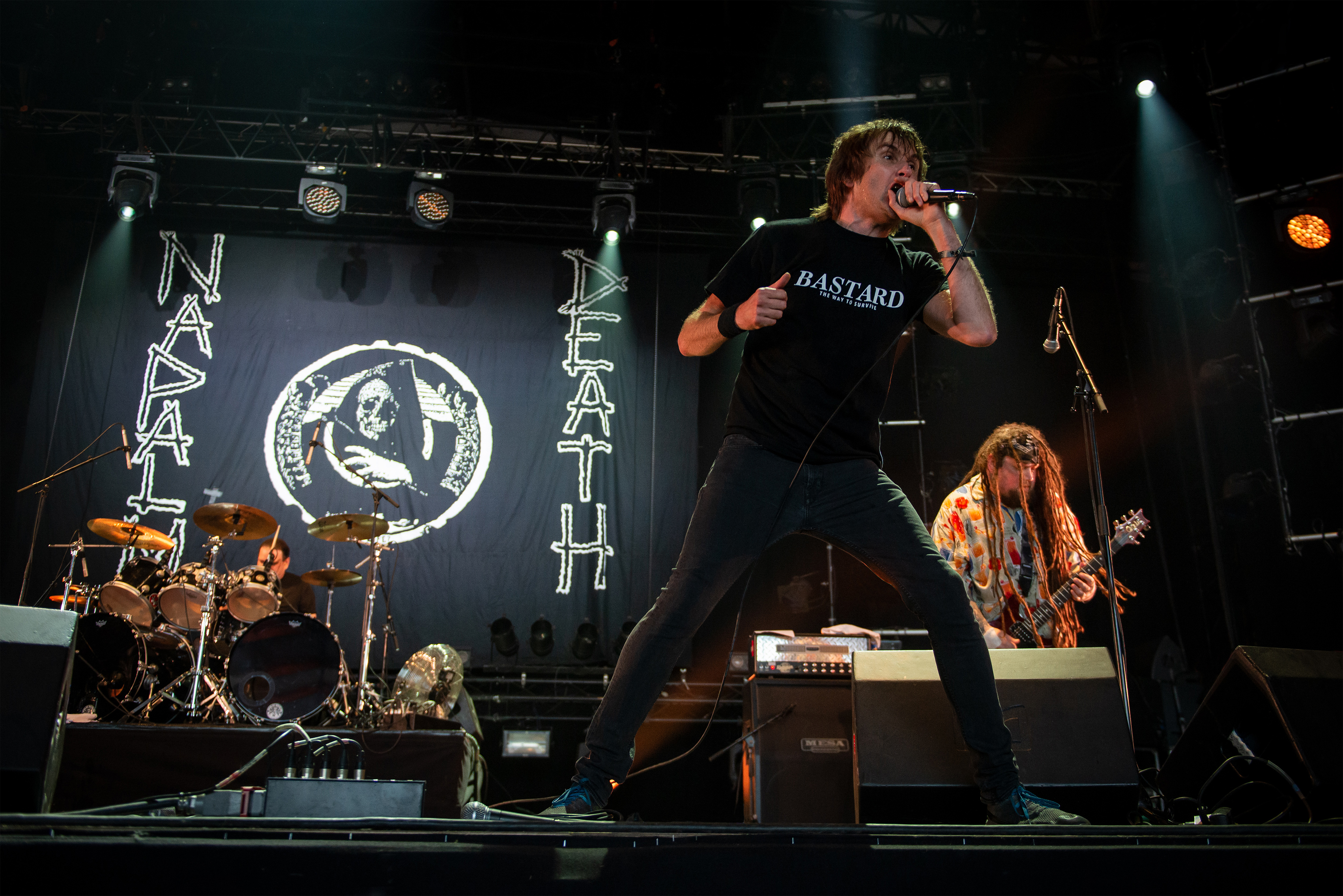
I Napalm Death durante un concerto nel 2022

Viene spesso confuso con il death metal per via di forti similarità (growling, chitarre estremamente distorte, ritmi rutilanti e velocissimi) e vi è dibattito sulle sue origini e sulla sua classificazione. Generalmente il grindcore viene riconosciuto come un ramo estremo dell'hardcore punk degenerato al parossismo, anche se altri critici ritengono che faccia parte dell'heavy metal. Infatti Chad Bowar sostiene che il grindcore sia ispirato al thrash e al death metal, mentre Joel McIver considera questo genere un'estremizzazione del death metal che utilizza la durata del punk. A dispetto dei dubbi sulla classificazione, il grind, con il passare del tempo, ha mostrato sempre più affinità con il death e l'unione tra i due ha dato vita a diramazioni come deathgrind e brutal death metal. Il grindcore si è anche fuso con il crust punk (Terrorizer), il punk (Patareni) e il thrash metal (Cripple Bastards).
Il grindcore è caratterizzato da ritmi velocissimi, suddivisi in sedicesimi e trentaduesimi. Alcuni gruppi, come gli Agoraphobic Nosebleed, usano strumenti ritmici digitali (drum-machine) nelle loro composizioni.
I testi trattano, perlopiù, temi riguardanti la politica, la società, lo splatter e anche la pornografia.

## Storia
I Napalm Death sono considerati i fondatori del genere. Si sostiene che il termine (grind significa macinare, polverizzare) sia stato coniato da Mick Harris, batterista della band in questione, infatti sia il cantante Mark Greenway che il bassista Shane Embury hanno dichiarato che fu lui ad inventarlo. Il loro album di debutto, Scum (1987) è definito tra i più rappresentativi della corrente. Il sound del disco è un concentrato di pura violenza sonora; con chitarra e basso dalla distorsione più tagliente, voce che alterna violenti growl e scream, batteria dal groove velocissimo e martellante, il tutto prodotto con una registrazione "confusa" che dà un tocco ancor più aggressivo. Da notare i testi di matrice anarchica e anti-capitalista, nonché la peculiare brevità dei brani (You Suffer detiene il record di brano più breve della storia, poco più di un secondo).
Nel frattempo si affacciano sulla scena grind anche i Carcass (band in cui approdò il chitarrista Bill Steer, dopo aver lasciato i Napalm Death). Reek of Putrefaction (1988), sprigiona un suono primitivo e privo di mediazioni. Mentre i testi dei Napalm Death erano politicizzati, quelli dei Carcass erano enfatizzati da tematiche raccapriccianti quali le autopsie, riviste con un umorismo dark.
Le idee dei Carcass furono di ispirazione per altri musicisti, formando così le schiere dei gruppi goregrind, come gli spagnoli Haemorrhage, che hanno accentuato il lato "fumettistico" del genere o gli statunitensi The County Medical Examiners, i cui membri sono autentici medici specializzati in medicina forense.
Esempi celebri di grindcore, che portano una chiara matrice avant-garde, sono i Naked City e i Nuclear Death. I primi, con l'album Torture Garden, hanno offerto un capitolo significativo nella storia del genere, riuscendo a fondere differenti stili della musica contemporanea, specialmente il jazz, alla violenza del grindcore. I secondi, invece, hanno fuso l'estrema velocità e la rumorosità del grindcore con liriche molto raccapriccianti e nichiliste.
Da ricordare sono anche i giapponesi Gore Beyond Necropsy, che hanno personalizzato le idee dei Napalm Death mixandole con le intuizioni rumoriste dell'elettronica e creando così una sperimentazione sonora incentrata sul disturbo, amplificata da un suono distorto all'inverosimile, paradossalmente creato con strumenti vintage e distorsori poco diffusi, quali i fuzz. Gli statunitensi Cretin, che ripropongono gli schemi compositivi di Repulsion e Terrorizer, optano per incisioni ricercatamente grezze allo scopo di recuperare la spontaneità delle vecchie registrazioni semi-amatoriali.
Altri gruppi degni di menzione sono i Dead Infection, gli americani Discordance Axis, gli svedesi Nasum e Gadget, e gli italiani Cripple Bastards, tra i primi a proporre il genere in Italia.

## Sottogeneri

### Cybergrind
Il cybergrind (o electrogrind) è una forma di grindcore in cui i suoni degli strumenti sono per la maggior parte generati con computer o sintetizzatori, suonato da gruppi come Catasexual Urge Motivation, The Berzerker e Genghis Tron, influenzati anche dalla gabber.

### Deathgrind
Rappresenta la commistione tra il grindcore e il death metal. Il deathgrind presenta brani leggermente più lunghi e complessi rispetto al tradizionale grindcore, conservando comunque una brutalità sonora simile. In questa categoria rientrano gruppi come Asesino, Cattle Decapitation, Cephalic Carnage, Rotten Sound e Aborted.

### Goregrind
È una diramazione con gli stessi connotati musicali del grindcore, ma con testi splatter e horror. Padri del genere sono gli inglesi Carcass con l'esordio Reek of Putrefaction (1988). Negli USA raggiunsero notorietà in questo campo gli Impetigo, gli Exhumed e i Mortician. Altre band da menzionare sono i Gorerotted, gli Haemorrhage e i Regurgitate.

### Noisecore
Una fusione di grindcore e noise. Rientrano in questa definizione gli Anal Cunt e i Gore Beyond Necropsy.

### Pornogrind
Il pornogrind o porngrind, è uno stile del goregrind che si distingue per argomenti sulle perversioni sessuali dal contenuto fortemente esplicito.
Associati al porngrind ci sono gruppi come Dead, Meat Shits, Gut, Lividity e Waco Jesus.